# Dragoș Vodă
Dragoș Vodă is een Roemeense gemeente in het district Călărași.
Dragoș Vodă telt 2906 inwoners.